# Love Is a Racket
Pour plus de détails, voir Fiche technique et Distribution.
Love Is a Racket (titre britannique : Such Things Happen) est un film américain pré-Code réalisé par William A. Wellman et sorti en 1932.

## Synopsis
James est un chroniqueur de potins de Broadway. Il se retrouve épris d'une starlette de Broadway, Mary. Cependant, ses liens avec un gangster notoire, qui couvre souvent ses dettes, complique les choses. L'intrigue s'épaissit lorsque la tante de la starlette assassine le gangster, ce qui incite Mary à abandonner James pour un producteur lui promettant un rôle dans sa prochaine pièce. Bien qu'il ait tout risqué pour la sauver, le chroniqueur se retrouve seul, plongé dans son chagrin.

## Fiche technique
- Réalisation : William A. Wellman
- Scénario : Courtney Terrett
- Photographie : Sidney Hickox
- Montage : William Holmes
- Musique : Leo F. Forbstein
- Distributeur : Warner Bros.
- Durée : 72 minutes
- Date de sortie :
  - États-Unis : 10 juin 1932

## Distribution

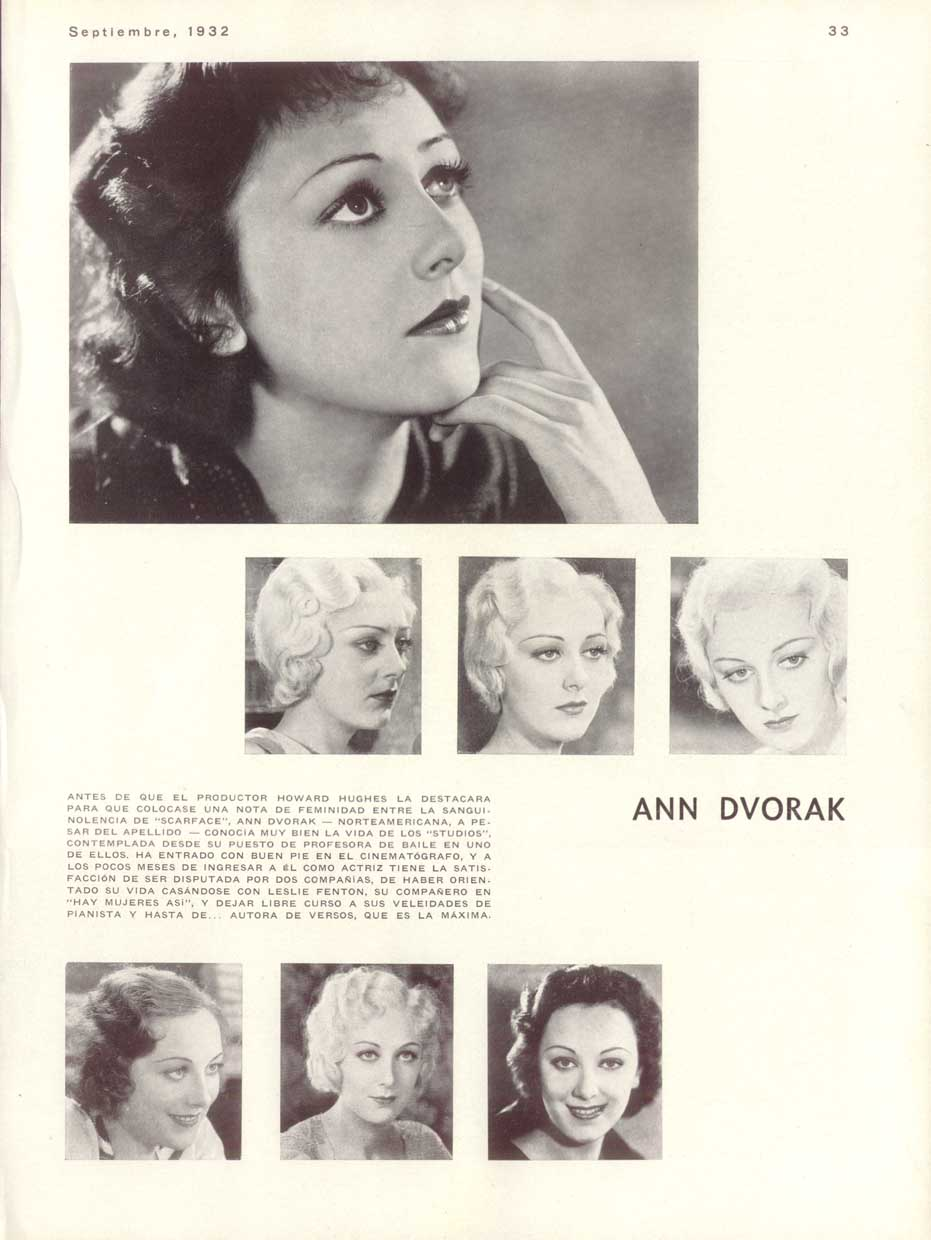
Ann Dvorak dans un magazine argentin l'année de sortie du film.

- Douglas Fairbanks Jr. : James Russell
- Ann Dvorak : Sally Condon
- Frances Dee : Mary Wodehouse
- Lee Tracy : Stanley Fiske
- Lyle Talbot : Eddie Shaw
- Cecil Cunningham : tante Hattie Donovan
- Terrance Ray : Seeley
- Warren Hymer : Burney Olds
- André Luguet : Max Boncour
- George Beranger : Manager d'Elizabeth Morgan
- Gino Corrado : Sardi's Waiter
- George Ernest : Newsboy
- Harrison Greene : City Editor
- Eddie Kane : Sardi's Captain of Waiters
- John Larkin : Tod
- Matt McHugh : Stoney Davis
- Edward McWade : Messenger
- Charles R. Moore : Sam
- Henry Otho : sergent de Police
- Bob Perry : Tony
- Lillian Worth : Girl
- George Raft : "Sneaky" (scènes coupées)[2]